# Дар аль-Маназир
18°59′00″ пн. ш. 32°25′00″ сх. д. / 18.983333333333° пн. ш. 32.416666666667° сх. д.
Дар аль-Маназир (араб. دار المناصير) — терен навколо Четвертого порогу, найнепрохіднішого з усіх порогів Нілу. Це батьківщина арабського племені Маназир і від них здобула свою назву. До затоплення водами водосховища Меров поріг не можна було перетинати жодним великим судном.
Біля острова Мукрат (N 19 ° 30 ') річка Ніл, круто повертає з північного плину до SSW на 280 км, перш ніж продовжувати текти на північ. У середині цієї меандри між пустелею Баюда на півдні та Нубійською пустелею на півночі Ніл розділяdся на безліч єриків, утворюючи родючу річкову оазу та невеликі скелясті острови.
Дар аль-Маназир було затоплено ГЕС Мерове.

## Економіка
Невеликі фермерські господарства у безпосередній близькості від Нілу. Невеликі ділянки з алювіальними відкладами та сезонно затопленими землями інтенсивно зрошуються та обробляються. Найважливішим товаром продажу в регіоні є фініки. У дощові роки, коли там багато пасовищ, багато чоловіків з Дар аль-Маназир відкочовують до сусідньої пустелі Баюда.

## Адміністрація
Дар аль-Манасір належить штату Нар ан-Ніл. Центром адміністрації з єдиним місцевим відділенням міліції, філією сільськогосподарського банку та середніми школами обох статей є місце Ширі на острові Ширі.
Дар аль-Манасір — одна з найбільш занедбаних територій Північного Судану; практично немає такої інфраструктури, як мощені дороги, мости, пороми чи лікарні. Водосховище ГЕС Мерове, яке було завершено на початку 2009 року, затопило Дар аль-Манасір з усіма островами та сільськогосподарськими районами. Мешканців переселили.